# Sociedad Deportiva Aucas
Sociedad Deportiva Aucas, más conocido como Aucas, es una entidad deportiva ecuatoriana con sede en la ciudad de Quito. Fue fundado el 6 de febrero de 1945, por la empresa de hidrocarburos Royal Dutch Shell. Actualmente participa en fútbol masculino y femenino: su plantel masculino se desempeña en la Serie A, y su plantel femenino en el Ascenso Nacional.
Su nombre proviene de la palabra quichua awka [auca], que significa 'salvaje'. Aquella era la denominación que los quichuas de la amazonía utilizaban para referirse a los huaorani, popularizándose el término entre los trabajadores petroleros. Es por esa connotación que escogieron aquel vocablo como nombre del equipo, por lo que posteriormente recibieron el apelativo de «el Equipo Oriental». Poco después de su fundación, se convirtió en el equipo más poderoso de la urbe en aquella época, por lo que también recibieron el epíteto de «Papá Aucas»; mientras que, a consecuencia de sus logros deportivos, se volvió el equipo más popular de Quito en ese entonces, recibiendo los apodos de «Ídolo de Quito» e «Ídolo del Pueblo».
En cuanto a los logros deportivos, su época dorada se dio durante el periodo amateur del balompié ecuatoriano e inicios del profesionalismo, cuando aún no existía un campeonato nacional. Obtuvo seis títulos en los Campeonatos Amateurs de Pichincha, incluyendo un pentacampeonato consecutivo, en el que logró el récord de permanecer invicto por más de tres años Aunque fue uno de los equipos fundadores del Campeonato Ecuatoriano de Fútbol, en dicho torneo no ha tenido mayor protagonismo; no obstante, en la edición de 2022, consiguió su primer y único título nacional, por lo que es el campeón vigente. El equipo mantiene una rivalidad histórica con Liga Deportiva Universitaria de Quito, con quien disputa el Superclásico de Quito, considerado como el partido de mayor tradición de la ciudad capitalina.
Es uno de los pocos clubes ecuatorianos con estadio propio, siendo el primer equipo quiteño en contar con aquello; es así que desde 1994, ejerce de local en el estadio Gonzalo Pozo Ripalda. El estadio, también conocido como «la Caldera del Sur», tiene una capacidad de 18 799 personas. Su sede deportiva era el Campus Luis Flores Valenzuela, localizado junto al estadio, pero en 2023, el club trasladó su centro de entrenamientos a un nuevo complejo, llamado la Eterna Primavera, el cual se encuentra en Puembo, en las cercanías de Quito.

## Historia

### Origen de Sociedad Deportiva Aucas (1945)

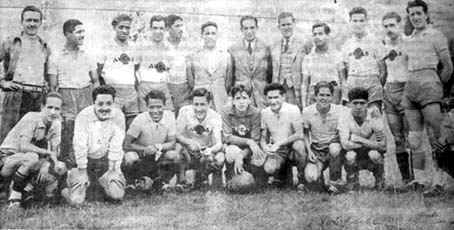
Equipo de Aucas campeón de Pichincha de 1945 en forma invicta

En realidad, la génesis de Aucas encuentra plena explicación de la idea que tuvo Marius J. Federicus Hulswit, ciudadano holandés que se desempeñaba como gerente del Departamento de Relaciones Industriales de Royal Dutch Shell, afincada en Ecuador con el fin de explorar el petróleo del Oriente ecuatoriano.
Según testimonio de Francisco López Campana, jugador y primer capitán del equipo de Aucas, que previamente había pertenecido al Gladiador, en una ocasión Hulswit le dijo: «Quiero tener el mejor equipo de fútbol del Ecuador»; y es así como, conjuntamente con el «Ovejo» Andrade, el «Neto» Dávalos, el ingeniero Guillermo Alarcón, el doctor Jaime Del Castillo y varios futbolistas del Gladiador que trabajaban en la Compañía Shell, procedieron a conformar el equipo, adquiriendo los pases de varios jugadores del famoso Titán, campeón de Pichincha en 1942, a los que se unieron uno que otro elemento de otros equipos.
Quedó estructurado el primer equipo de Aucas, que luego de una serie de gestiones, fue finalmente aceptado en el seno de la Asociación de Fútbol de Pichincha, junto a Liga Deportiva Universitaria; equipo con el que jugó un par de partidos promocionales y al resultar empatados, dieron lugar a la salomónica resolución de que se incorpore a los dos conjuntos a la División Máxima del fútbol de Pichincha.
La inscripción del Club Deportivo Aucas en la Asociación de Fútbol de Pichincha, ocurrió a las 5 de la tarde del martes 6 de febrero de 1945, inscripción que constituye la partida de nacimiento de Aucas. Su nombre fue sugerido por el Sr. Enrique Illingworth Quevedo, Ejecutivo de la compañía petrolera y aceptado para su inscripción por Mr. Hulswit.
El club, luego de su inscripción, de jugar los partidos promocionales con Liga y de cumplir con otros requisitos fue finalmente aceptado en la Asociación Provincial de Fútbol de Pichincha en la sesión del jueves 15 de febrero de 1945.
Los jugadores de Aucas eran empleados de la compañía petrolera Shell, y tenían beneficios como todos los trabajadores de esa compañía. La primera Sede Social del club funcionaba en la calle García Moreno y Mejía, en el edificio de la ex Morisáenz.
Esta es la nómina de jugadores que arrancaría una etapa de éxitos por parte de Aucas desde el año 1945 a nivel provincial, nacional e internacional: «Pancho» López Campana, Jorge «Suco» Sola, Luis Torres, Clemente «Negrito» Angulo, Luis Montenegro, César «Trompudo» Garnica, Carlos Garnica, Armando Zurita, Leonardo «Ovejo» Andrade, Ángel torres «Limones», Pedro «Pedrito» Acevedo, y Arturo «Churo» Buitrón. Además jugadores como Jorge «Chalmeta» Naranjo, Guillermo Gavilanes, Marco Bermeo, Víctor Aguayo, entre otros.
Ellos abrieron el camino en el que el fútbol de Pichincha, mostró su amplia superioridad sobre los tradicionales rivales del Guayas. De Aucas, eran los once titulares y tres suplentes para la selección provincial de Pichincha. Y para demostrar su superioridad ante Guayas, algunas veces se jugaron dos veces, y las dos venció Pichincha, primero por 3 a 1 y la segunda por 5 a 3.

### Época de gloria (1945-1952)
Entre 1945 y 1962, constituye en la historia de Aucas su mejor etapa deportiva, logrando varios campeonatos provinciales de Pichincha e Interandinos.
Poco después de su fundación, el Aucas se convirtió en el club más popular y poderoso de Quito. y nombrado por la Asociación de Fútbol para representar a la provincia de Pichincha en los partidos interprovinciales e internacionales. porque no solo consiguió  campeonatos provinciales en forma invicta, sino, que además en partidos amistosos que tenían igual importancia que los partidos oficiales,
triunfó frente a equipos considerados los mejores de las diferentes provincias. Consiguió ganar frente al Patria por 3-1 y 5-1 en Quito, el domingo 3 de marzo de 1946 y el domingo 17 de marzo de ese mismo año, respectivamente y por 4-2 en Guayaquil, el 11 de agosto de 1944. El Patria, fue el campeón de la Provincia del Guayas en 1944. Frente a Norte América, Aucas también goleó 5-1, el domingo 6 de octubre, en Quito. Norte América fue Campeón de la Provincia del Guayas en 1947 y 1949. A Panamá Sporting Club por 4-0, en Quito, el 14 de abril del mismo año. Este equipo fue Campeón de Guayas en 1938, 1939, 1941. A Liga de Guayaquil, Aucas también goleó 3-0, en Quito, el 8 de septiembre de 1946. A la selección de Bahía de Caráquez batió por 3-1 en Quito, el 22 de diciembre.
Previamente, el 7 de octubre de 1945, logró ganar frente al Campeón de Ambato de 1945, Macará por 3-2.
En 1945 Aucas alcanzó su primer Campeonato Provincial y tanto fue el poderío del equipo que consiguió los campeonatos también de 1946, 1947, 1948 y 1949.
Un hecho importante es que el tiempo que transcurrió hasta que Aucas pierda su primer partido después de haber sido fundado fue de tres años ante Liga, ya que un año antes, el domingo 23 de marzo de 1947 Aucas derrota 7-0 frente a Liga de Quito y sale Campeón de Pichincha de 1947. Es la máxima goleada del cuadro auquista a Liga.
La campaña de Aucas en 1946 a 1948, fue altamente exitosa a nivel local, interprovincial, nacional e internacional.
Sin embargo el mayor impacto fue la participación de la plantilla de jugadores con que aportó Aucas, para que la Selección de Pichincha alcance los Campeonatos Nacionales de 1945, 1946 y 1948, también de manera invicta. 
Tampoco, se puede olvidar victorias con resonancia internacional, como aquella frente al famoso Magallanes de Chile, al que ganó por 3-1, cuando este había goleado a los más famosos equipos ecuatorianos, en la denominada Copa del Pacífico, realizada en Guayaquil en 1949, o meses antes el 16 de enero de 1949 golearía en Quito 7- 0 frente a Barcelona.
Debido a que Aucas tenía la mayor hinchada en Quito intervino en partidos amistosos en la época amateur para recaudar recursos para los damnificados del terremoto de Ambato, del incendio de Durán, del incendio de Santa Ana de Manabí, del incendio de Archidona, de la Casa del Futbolista, de la Cruz Roja, de jugadores lesionados de todos los equipos, debido a aquello se ganó el reconocido apodo de Papá Aucas.
Aucas alcanzó sonadas victorias, luego de que el marcador le era adverso en el primer tiempo hasta por 4 goles de diferencia, como es el caso del triunfo por 5-4 ante el Argentina (hoy Deportivo Quito), que ganaba al término del primer período por 4-0, en el cotejo efectuado el domingo 6 de agosto de 1950. También logró empates valiosos, como en la ocasión en que terminada el primer tiempo, Aucas perdía por 0-3 con el Deportivo Cali y al terminar el juego, sus hinchas festejaron el empate 3-3.
Logró  ser cinco veces de manera consecutiva Campeón de Pichincha por lo que empezó a lograr notoriedad nacional llegándolo a considerar por muchos el ídolo de Quito al conseguir varios campeonatos a nivel provincial y regional (en los inicios del fútbol en el Ecuador, se jugaban campeonatos regionales).
Sociedad Deportiva Argentina (hoy Deportivo Quito) detuvo la racha triunfal de Aucas, al consagrarse Campeón de Pichincha en 1950.
Sin embargo,  Aucas, reconquistó la corona al siguiente año, en recordada final con Liga de Quito. El domingo 6 de mayo de 1951, en el estadio de “El Ejido”, Aucas triunfó con gol de Pedro “Padrito” Acevedo, a los 28 minutos del segundo tiempo. Esa fue la única final hasta el momento, en que los dos protagonistas definían un campeonato. Aucas en ese entonces formó con Armando Zurita en el arco; Sánchez, Miguel Ángel Palacios y Luis Torres, en la defensa; Burbano y Suárez en el medio campo; “el coco” Cevallos, César Garnica, Villacís, Pedro Acevedo y Gonzalo Pozo, en la delantera. Liga por su parte formó con “capacho” Jiménez, en el arco; Mosquera y Ponce en la defensa; Celso Torres, Vásquez y Rivas, en la media; Salazar, Cedeño, Riveros y Ordóñez, en la delantera. Desde esa final en Quito, se consolida el enfrentamiento más popular y tradicional del fútbol quiteño: Aucas - Liga de Quito. Conocido también como el Superclásico de Quito.
Es importante tener en cuenta que, con base a ese poderío económico y de organización dirigido por la Multinacional petrolera Shell, el Aucas llegó a conseguir uno de los más grandes récords del fútbol ecuatoriano, esto es, de permanecer invicto por 3 años, 3 meses y doce días, tiempo comprendido entre 1945 a 1948, lapso en el que no perdió ningún partido disputado de forma oficial.

### Época profesional (1953-1962)
Con la evidente influencia de la Asociación de Fútbol del Guayas se dio la profesionalización del fútbol en el país y que, indudablemente desde 1951, promovió un claro crecimiento tanto deportivo, como económico, el fútbol pichinchano siguió este ejemplo; siendo el presidente de Aucas el doctor Jaime del Castillo, junto con otros clubes de la capital como Argentina (hoy Deportivo Quito), Crack (más tarde se retiraría), Sociedad Deportiva España y que más tarde por sorteo se integraría Liga Deportiva Universitaria, lideró las acciones que llevaron finalmente, en octubre de tal año, a la creación del fútbol profesional en Pichincha; la Asociación de Fútbol No Amateur de Pichincha. En campeonatos organizados por AFNA, Aucas fue campeón en 1959 y en 1962. Participó en el primer Campeonato Ecuatoriano de Fútbol en 1957 junto con Emelec, Barcelona y Deportivo Quito.
Luego de algunos puestos estelares y con la llegada a la presidencia del señor Astor Fabián Viscaíno, Aucas armó una escuadra inolvidable como aquella formación de 1959, campeón profesional de Pichincha, con figuras tan destacadas como Lautaro Reinoso, Luis Loco Lozano, Rodrigo Armendáriz, Gonzalo Góngora, Víctor Cevallos, Gonzalo Pozo, Atilio López, Horacio Romero, Roberto Mirabelly y Jaime Cueva. Muchas han sido las tardes memorables que ha tenido el Equipo Oriental, con actuaciones inolvidables, en las que en el segundo tiempo se remontaron marcadores adversos volviendo la balanza a favor del Titán Aucas gracias a los esfuerzos sobrehumanos y la garra puesta por sus once guerreros.
Para 1962, Aucas, volvió a contar con un gran equipo, que finalmente logró el título de Campeón de Pichincha -que hasta ese año contó con la participación de los clubes ambateños Macará y América de Ambato- en el que destacaron figuras nacionales como los mismos arqueros Reinoso y Lozano, Rafael «Coco» Cevallos, Manuel Álvarez, Luis Guerrero, Luis Benavides y los paraguayos Roberto Mamerto Romero, Fulgencio Santander, Rubén Garcete, Glubis Ochipinti y Américo Maidana.

### Decadencia y tiempos de crisis (1963-1990)
El club entró en una época de decadencia, que va desde 1963 hasta 1976, época en la cual, apenas logra en los campeonatos nacionales ubicarse en el tercer lugar en 1969 y 1975.
En 1969 perdió la posibilidad de por lo menos clasificar a la Copa Libertadores de América, por un error dirigencial, puesto que se aceptó jugar un partido amistoso con motivo de la inauguración del Estadio El Chan de Machachi, donde resultaron lesionados dos de sus grandes figuras: Claudio Lezcano y Bolívar Edmundo Domínguez y no pudieron participar en los últimos partidos claves del Ídolo.
En ese equipo también se destacaron otras figuras como: Miguel Pérez, Marcelo Zambrano, Mario Benavides y los paraguayos Eusebio Rolón, Roberto Zhetina y José Orrego. Aucas se ubicó en tercer lugar del Campeonato.
En 1975, estando como Presidente del equipo el Sr. Gustavo Herdoíza León y como D.T. Ernesto Guerra con una gran plantilla de jugadores como Walter Pinillos, Alberto Carrera, el “Pollo” Naranjo, Victor Hugo Ortiz, Rómulo Dudar Mina y los extranjeros Héctor Loureiro (uruguayo), Héctor Siles (argentino) y Ubiracy Da Silva (brasileño). estuvo a punto de quedar Subcampeón y así clasificar por primera vez a una Copa Libertadores de América. En su partido crucial frente a Deportivo Cuenca en Quito tenía que ganar, lamentablemente empata cero a cero y es el Deportivo Cuenca quien juega la Copa Libertadores junto con los albos; además de un dudoso manejo de pases de jugadores como: Rómulo Dudar Mina, Nájera y Constante, ausentes en los decisivos encuentros, puesto que Macará, dueño de esos pases y Barcelona comprador de los mismos para que integren su equipo en el siguiente año, no los dejaron actuar.
De allí adelante, Aucas cayó en una enorme y gran crisis en todos los aspectos de la vida del Club; sufriendo varios descensos a la Serie B en los años 1977 y 1979 y llegando inclusive a la Segunda Categoría en los años 1970 y 1984, de donde volvió a la Serie A en 1974, nuevamente subió en 1979, bajó luego y nuevamente subió en 1982, en el Día del Padre y estuvo luego como equipo ascensor 1986 y en 1991. Durante la década de los 80, se hace cargo del equipo el señor. Jaime Bowen, manabita que hizo una buena labor, en 1986 forma un buen equipo, y logra subir a la Primera División. Este equipo lo dirige Ernesto Guerra, y teniendo como jugadores a: Adán Pérez de arquero, Orly Klinger, Pocho Moráes, Ricardo Armendáriz, Vinicio Ron, entre otros. Jaime Bowen estando en la Presidencia de Aucas, recibe la ayuda del gobierno de León Febres-Cordero para la construcción del Estadio del Sur ubicado en el popular sector de Chillogallo en 1986 e inaugurado oficialmente en 1994. Se empiezan las primeras obras, y se da inicio a una gran ilusión de la hinchada Auquista, el tener su propio estadio, y así mejorar su aspecto económico, y deportivo. En el plano deportivo, no hay absolutamente nada que destacar, excepto el paso fugaz de algún elemento extranjero, nítidamente superior como Carlos Berrueta en 1987.
Incluso recibió la goleada en contra más grande de su historia ante su clásico rival Liga de Quito un 9 de abril de 1989 al caer 0-8 mientras atajaba el seleccionado ecuatoriano Víctor Mendoza quien al recibir el octavo gol fue sustituido por el joven portero Víctor Ormaza que cumplió una aceptable actuación y se convertiría en el guardameta titular por el resto de la temporada.

### 14 años de estabilidad (1991-2005)
En la década de los 90, se hace cargo del equipo el Dr. Ramiro Montenegro, quien realiza una muy buena labor hasta su retiro del club oriental. Se siguen haciendo los trabajos en el estadio y Aucas empieza a jugar en el mismo en 1991 aunque su inauguración oficial se dio el 19 de febrero de 1994 con victoria ante el Junior de Barranquilla. De esta manera, Aucas fue el primer equipo en tener estadio propio en Quito.

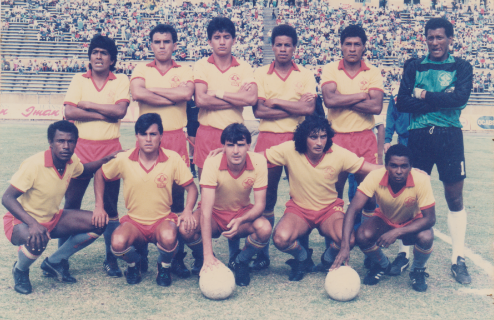
Plantel de Aucas en 1991

Cabe anotar que tomando en cuenta la maqueta inicial del estadio, vemos que falta todavía bastante para su culminación. Como ejemplo tenemos atrás de la general sur, sitio que no se ha pavimentado todavía, y es pura tierra, y cuando llueve se convierte en un chaquiñán. El Dr. Montenegro hace que las campañas de Aucas sean regulares, ya no es el equipo sube y baja de antes y se convierte en el equipo protagonista en el fútbol ecuatoriano, ha estado presente en 8 liguillas de 12 campeonatos efectuados; en su gestión, el club oriental por primera vez en su historia ha participado en torneos internacionales como la Copa Merconorte, la cual fue su primera participación internacional en 2001 donde es el único equipo ecuatoriano, que ha ganado en México, en torneos organizados por la Conmebol derrotando al famoso Necaxa, integrado entre otros por los no menos célebres Aguinaga, Agustín Delgado, Zague, García Aspe y Copa Sudamericana en 2002 enfrentando a Barcelona Sporting Club y en 2004 haciéndolo frente su eterno rival Liga de Quito, quedando eliminado en la primera etapa frente a esos equipos. Sin embargo aun quedó pendiente la clasificación a una Copa Libertadores, pues en 2003 casi por tercera vez llega a ese Torneo copero, jugaba un partido crucial en el estadio de Casa Blanca frente a Liga, debía empatar, pero lastimosamente nuevamente pierde, quedando nuevamente truncas sus aspiraciones coperas.
En la recordada fiebre auquista de 2004, cuando en filas del club militaban nada más ni nada menos que el delantero Agustín «el Tin» Delgado, goleador histórico de la selección ecuatoriana y el golero colombiano René Higuita, otro mundialista y figura en su país; y Enrique «Rambert» Vera, seleccionado paraguayo, cumplió su mejor campaña, ya que terminó líder en la primera etapa del evento. Del Aucas salió el colombiano Luis Fernando Suárez, quien fue alejado del mítico cuadro oriental para dirigir los hilos de la selección ecuatoriana, a la que clasificó para su segundo Mundial (Alemania 2006). Con ese equipo quedaron en el primer lugar de la primera etapa del torneo local, con goleada incluida por 5-1 sobre el campeón nacional del 2003 Liga de Quito.

### Crisis institucional (2006-2011)
El 2006 fue un año de crisis económica, deportiva e institucional, Aucas descendió a la Serie B en octubre de 2006 luego de 16 años, disputando su último partido en ese año ante el Deportivo Cuenca el 22 de octubre de 2006. Al final del partido, el Equipo Oriental vencíó 1 a 0, lo que consumó el descenso del club oriental a la Serie B. En la presidencia encabezada por el Economista Fernando Hinojosa, Aucas cayó en la quizá peor crisis de su historia, lleno de deudas y de acreedores, sin recuperación de auspicios que lo apoyen y patrocinen. Aucas siendo uno de los principales protagonistas del fútbol en Ecuador, se veía inmerso en una crisis económica, deportiva, social e institucional, que dieron como consecuencia el descenso.
El club en estos momentos atraviesa la peor etapa de su existencia, sus deudas se han incrementado de tal forma que ha estado amenazada su participación en la Serie B ecuatoriana si no se cancelan sus obligaciones, Aucas está viviendo una tormenta que parece interminable.
Después del descenso catastrófico por el cual el club pasó, y el engaño del cual fue víctima de una supuesta empresa extranjera que ofreció al club remediar sus deudas y se comprometió a reforzar deportivamente y económicamente, el equipo no pudo salir adelante en el campeonato de la Serie B de Ecuador, teniendo graves crisis a la interior de su directiva, esto originó que el plantel se debilite deportivamente ocupando los últimos lugares de la tabla de posiciones.
Aucas descendió a la Segunda Categoría en octubre de 2009 luego de 25 años, disputando su último partido en ese año ante el Atlético Audaz de Machala el 31 de octubre de 2009. Al final del partido, el Equipo Oriental goleó 4 a 0, lo que consumó el descenso del club oriental a la Segunda Categoría.
Los problemas que más golpearon al equipo fueron los económicos con un déficit de ochocientos mil dólares, pero principalmente las riñas entre sus directivos, y se puede dar el ejemplo que en mitad de temporada el expresidente del club Ramiro Montenegro fue sacado de su cargo por parte de otros directivos (situación que Montenegro también protagonizó en 2008 para obtener la presidencia y quitársela a Fernando Hinojosa por mala administración). Estos hechos desestabilizaron al club que tampoco tenía un gran potencial futbolístico, lo que lo ubicó en la última posición del torneo, en consecuencia llegó la última fecha de la temporada en la cual el club se ubicó décimo entre diez lo que dio como consecuencia su descenso a la Segunda Categoría, es decir al Campeonato de Ascenso Provincial de Pichincha.
Un hecho importante es que para apoyar al club y frenar su descenso llegaron más de nueve mil personas al estadio.

### Ascenso a la Serie B tras tres años y ascenso a la Serie A tras ocho años
Aucas alcanza los títulos provinciales de la Segunda Categoría de Pichincha en los años 2010 y 2011 e intenta ascender a la Serie B, lamentablemente no lo consigue al caer sorprendentemente derrotado por Valle del Chota de Ibarra en 2010 y Ferroviarios de Durán en 2011. Finalmente, en el 2012, en la gestión de Ramiro Gordón S. tras una estupenda campaña, vuelve a la Primera Categoría Serie B, luego de 3 años de haberla abandonado, al empatar el 25 de noviembre, frente a Pilahuin Tío de Otavalo, en el último partido del Grupo A de los hexagonales finales, en medio de la algarabía de su hinchada que lleno en su totalidad el escenario del sur de Quito, hinchas que vieron al equipo de sus sueños conseguir el tan anhelado y esquivo sueño, poco después el 8 de diciembre el equipo logró, en su propio estadio el Campeonato de la Segunda Categoría de 2012, al imponerse 3 a 0 al Municipal Cañar de Cañar, completando un año de logros tras una dura competencia.
Aucas durante la temporada 2014, en la Serie B del fútbol ecuatoriano, hizo una campaña regular, lo que le permitió estar en zona de ascenso durante todo el certamen, el 5 de noviembre de 2014, en la fecha 40 se enfrentó con su inmediato seguidor River Ecuador (hoy Guayaquil City) del cual lo separaban 3 puntos, Aucas logra un claro triunfo, y desde este partido la escuadra quiteña comenzó a distanciarse de sus rivales, así el 16 de noviembre llega con una amplia ventaja para enfrentar a la Liga de Portoviejo, necesitando solo de un punto para el tan ansiado ascenso, en el Estadio Olímpico Atahualpa lleno en su totalidad, Aucas logra ese punto de tiro penal a los 86 minutos, en una agónico partido, alcanzando con esto su regreso a la Serie A y el campeonato de la Serie B. Aucas tras 8 años vuelve a la serie de privilegio, tiempo en el cual tuvo que disputar 5 temporadas en la Serie B y 3 en la Segunda Categoría, en una de las etapas más dramáticas de la escuadra quiteña.

### Último descenso

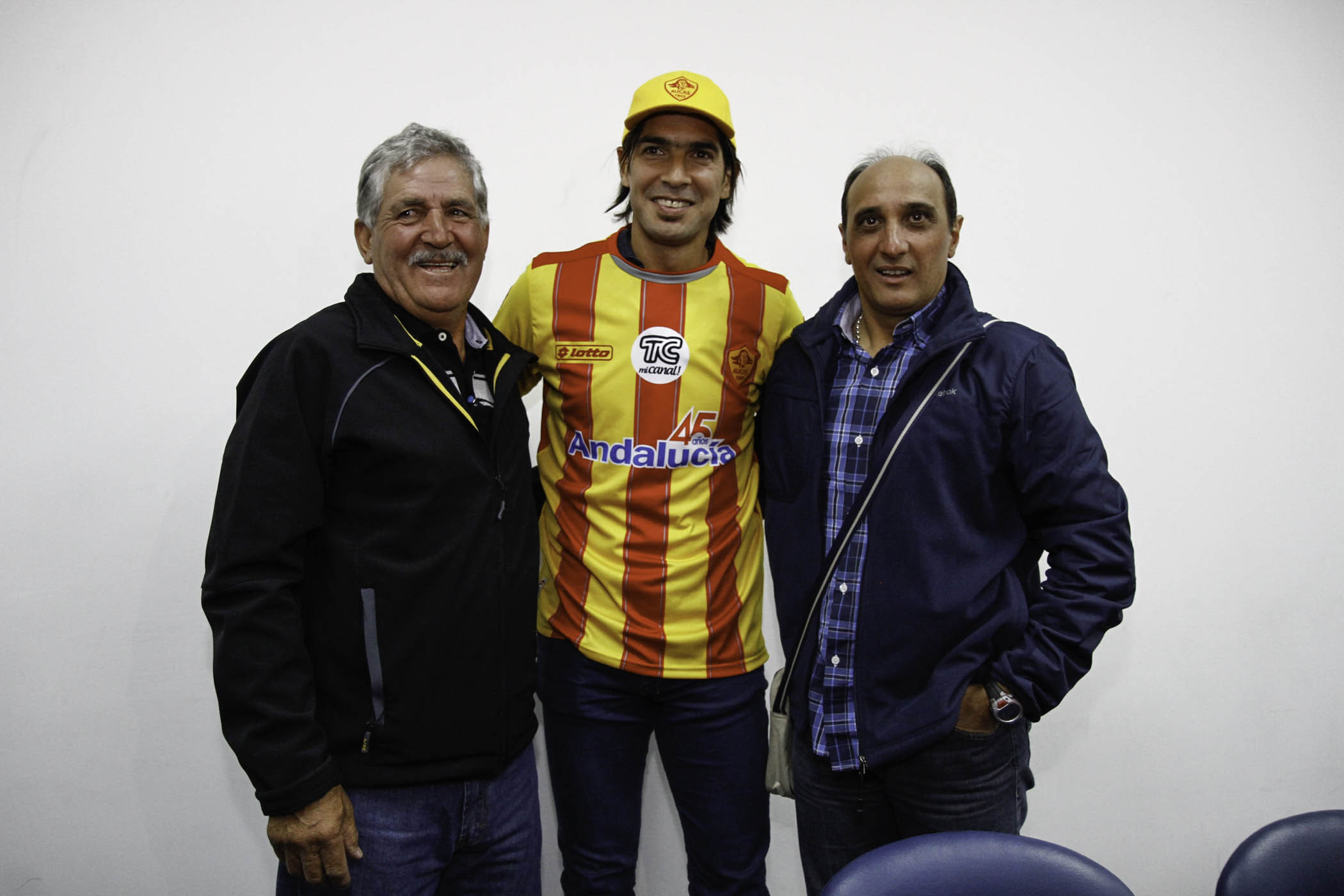
Presentación de Sebastián Abreu, como incorporación para la temporada 2015

En la temporada 2015, Aucas quedó en la sexta posición, con lo cual pudo acceder a un cupo para la Copa Sudamericana 2016. Esa temporada estuvo marcada por la mediática incorporación del uruguayo Sebastián Abreu, quien recaló en Aucas a modo de préstamo tras no acumular muchos minutos en Nacional.
En la temporada 2016, la escuadra auquista terminó en la undécima posición, descendiendo nuevamente a la serie B del fútbol ecuatoriano.

### Periplo en la Serie B y último ascenso a la Serie A (2017)
Tras el descenso en el 2016, empezó su nueva temporada. Pero la hinchada pidió que su equipo consiga otro ascenso tal como así lo hizo en el 2014 y dar buena imagen en el 2017. El cuadro oriental tuvo continuidad del técnico Armando Osma. El comienzo del torneo fue irregular. Sin embargo, con el tiempo las cosas empezaron a torcerse cada vez más, siendo la derrota frente al Olmedo, el 26 de marzo, un momento que marcaría un antes y un después en el devenir de la temporada. Luego, Armando Osma fue destituido por los directivos, dejando al equipo en décima posición a 9 puntos del ascenso directo y 3 puntos cerca del descenso directo. Fue nombrado como entrenador de forma interina a Nelson Videla. Solo ocupó este cargo interino dos partidos en los que el equipo alcanzó la novena posición. Posteriormente Darío Tempesta, procedente del El Tanque Sisley de Uruguay, fue nombrado entrenador. La escuadra capitalina volvió la racha positiva, además consigue asentarse en las posiciones de ascenso directo por detrás del rival directo y líder del torneo, el Técnico Universitario. El 18 de noviembre de 2017, Aucas consiguió el ascenso a la Serie A tras imponerse 1-0 ante el también ascendido Técnico Universitario, siendo el décimo ascenso de la escuadra oriental en su historial.

### Campeón de Serie A de Ecuador 2022
Aucas consiguió por vez primera una histórica clasificación para la Copa Libertadores de América edición 2023, al asegurar entrar entre los 3 primeros clubes del 2022 luego de ganar a Barcelona SC en el Estadio Los Chirijos de la ciudad de Milagro en calidad de visitante.
De la mano del director técnico venezolano César Farías, con una dirigencia comprometida, encabezada por Danny Walker y con un grupo de jugadores comprometidos y unidos, consiguió tan anhelado sueño.
Más adelante, la tarde y noche del domingo 23 de octubre del 2022, Aucas selló su pase a la final para enfrentarse al Barcelona S. C. luego de ganar 3 × 0 al Club Gualaceo. Con dicho resultado S. D. Aucas asegura al menos el vicecampeonato, aunque a decir de propios y extraños, el club podría cumplir el anhelo de obtener su primera estrella en el 2022. El equipo indio termina invicto en veinte partidos, liderando la segunda etapa y la tabla acumulada, todos estos récords que marcarán un antes y un después en la historia del club expetrolero.
Los hinchas del Papá Aucas por primera vez en setenta y siete años han visto a su equipo como campeón de la Liga Pro del Ecuador, entre los asistentes hubo personas de la tercera edad y algunos familiares las fotografías de los seres que partieron esperando el momento de ver a su equipo campeón.

### Año 2023 y primera participación en la Copa Libertadores de su historia
Sociedad Deportiva Aucas empieza la temporada con un recambio de las figuras que le dieron el título en la temporada 2022 de cara a su participación internacional en Copa Libertadores. Entre otros, salen del equipo figuras como Víctor Figueroa, Ricardo Adé, Francisco Fydriszewski, etc. Se incorporan al equipo más de 11 nuevos nombres con lo que la plantilla buscaba potenciarse. Tras una discreta pretemporada, el equipo logró su primera victoria histórica en Quito por competiciones internacionales al vencer 2-1 al campeón actual de la Copa Libertadores, el brasilero Flamengo, trazando un nuevo hito en la historia futbolera del club. Aunque después se queda afuera de La Libertadores. Aunque en el campeonato local queda cuarto y al año siguiente disputa su segunda Libertadores 

## Símbolos

### Himno
El himno oficial de Sociedad Deportiva Aucas fue creado en 1994, coincidiendo con la inauguración del Estadio Gonzalo Pozo Ripalda. Sus creadores fueron los propios hinchas orientales, que recibieron la autorización y apoyo de los directivos, en especial del presidente de ese entonces Ramiro Montenegro. El himno sonó por primera vez en el encuentro de inauguración del Estadio Gonzalo Pozo Ripalda, partido disputado contra el conjunto colombiano Junior de Barranquilla, el 19 de febrero de 1994. El autor de la letra y música, es el compositor quiteño Luis Cajilema, quien es el fanático del club.

### Escudo
El primer escudo de Aucas estuvo basado en el logotipo de la empresa Royal Dutch Shell. Este escudo era una almeja de color amarillo con un indio huaorani, conocido como Auca, y el nombre Aucas en la parte inferior. Este escudo es el más longevo de la institución.
El segundo escudo del club fue creado en 1994, este constaba de una gran letra A de color rojo, la cual tenía en su centro al indio huaorani y el nombre S. D. Aucas en la parte inferior. Seis años después se le agregaron al escudo estrellas que representaban los títulos provinciales y el año de fundación del club. En 2003 se encerró el mismo escudo en un óvalo amarillo.
En 2015, el escudo de Aucas obtiene una forma suiza y vuelve a utilizar la imagen del indio huaorani del primer escudo, eliminando las siglas S. D. y manteniendo el año de fundación. En 2016 se altera la tipografía y el dibujo del escudo, modernizando la imagen del indio y eliminando el año de fundación.

## Hinchada
Luego de su fundación, el club llegó a ser el más popular de Quito por sus múltiples hazañas a nivel provincial, nacional e internacional. Sin embargo, hay que anotar que cuando Aucas apareció dentro del ámbito futbolístico dentro del fútbol de la ciudad de Quito, no contaba con una hinchada porque más bien, al haber contratado a los mejores futbolistas de los equipos locales y que a criterio de la prensa aquello era un acto de deslealtad, resultaba un equipo antipático, sin embargo, gracias a sus éxitos, se convirtió luego en el equipo con mayor hinchada de la ciudad, que incluso fue apodado como Ídolo.

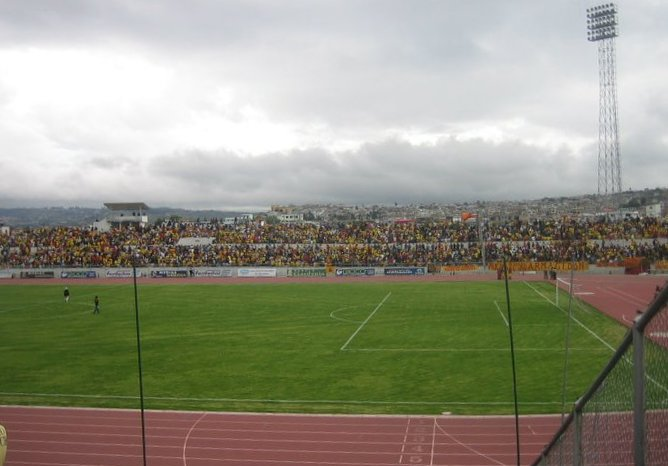
Último partido de Sociedad Deportiva Aucas en el 2010, en Ibarra en donde hubo cerca de 17.000 personas las cuales más de 12.000 eran simpatizantes de Aucas, jugando en Segunda División.

Gracias a ser la sede del mejor fútbol del Ecuador entre 1945 a 1949; y que, en consecuencia pudo llegar a ser 5 veces campeón de la Provincia de Pichincha, de manera consecutiva, tres de los cuales, de manera invicta, le permitió al Aucas poder ser el equipo de mayor atracción para el público de Quito, tal es así que por ejemplo el 17 de marzo de 1946, pudo llegar a tener el récord de asistencia en el Estadio de El Ejido, cuando enfrentó y ganó al campeón del Guayas de aquel año, es decir, el Patria por 5 a 1. o el 9 de octubre de 1947, cuando derrotó 2 a 1 al Deportivo Cali de Colombia y el diario El Comercio, de Quito, mencionó que el Estadio se había llenado a tope  para presenciar el encuentro o el 8 de noviembre de 1959, cuando Aucas jugó la final del Sexto Campeonato de fútbol de Pichincha  frente  a la  Sociedad Deportiva España, ganando 4 a 1 en el Estadio de El Ejido, cuando la prensa nacional anotaba que el equipo era el de mayor hinchada de la ciudad.
Sin embargo, cuando el club comenzó a entrar en una profunda crisis que se inició desde 1963, el número de  su hinchada ha decaído notablemente, por lo que incluso en el año 1980, el diario El Comercio, de Quito, afirmaba que Aucas ya no era el equipo que arrastraba multitudes

## Uniforme
- Uniforme titular: Camiseta amarilla con franjas verticales rojas, pantalón rojo, medias rojas.
- Uniforme alterno: Camiseta gris, pantalón gris, medias grises.

### Evolución del uniforme titular
| 1945-1951 | 1951-1965 | 1966-1970 | 1977-1978 | 1979 | 1981, 1983 | 1982 | 1983 | 1984-1986 | 1987-1989 |

| 1990-1991 | 1992 | 1994 | 1995-1997 | 1997-1998 | 1998 | 1999 | 2000 | 2001 | 2002 |

| 2003 | 2004 | 2005 | 2006 | 2007 | 2008 | 2009 | 2010 | 2011 | 2012 |

| 2013 | 2014 | 2015 | 2016 | 2017 | 2017 | 2018 | 2019 | 2020 | 2021 |

| 2022 | 2023 | 2024 |

### Evolución del uniforme alterno
| 1979 | 1987 | 1990 | 1992 | 1993 | 1994 | 1999 | 2000 | 2002 | 2004 |

| 2005 | 2006 | 2007 | 2008 | 2009 | 2010 | 2011 | 2012 | 2013 | 2014 |

| 2015 | 2016 | 2017 | 2018 | 2019 | 2020 | 2021 | 2022 | 2023 | 2024 |

### Evolución del tercer uniforme
| 2020 | 2021 | 2022 | 2023 | 2024 |

### Modelos especiales
| Copa Sudamericana 2016 |

### Auspiciantes
| Indumentaria  |                       |
| Período       | Proveedor             |
| 1979-1996     | Sin Marca             |
| 1997          | Textiles del Pacífico |
| 1997-1998     |                       |
| 1999          |                       |
| 2000          | Offside               |
| 2001          | Vivo                  |
| 2002          | GameX                 |
| 2003-2007     |                       |
| 2008-2009     | Maletec               |
| 2010-2012     |                       |
| 2013-2014     | Aurik                 |
| 2015-2017     |                       |
| 2018-2023     |                       |
| 2024          | Jasa Evolution        |
| 2025-presente |                       |

| Patrocinador  |                                                      |
| Período       | Patrocinador oficial                                 |
| 1979          | Federación de Servidores Públicos                    |
| 1980          | Turisco                                              |
| 1981-1984     | Vicuña                                               |
| 1985-1987     | Alfombras Tingo                                      |
| 1988          | Edesa                                                |
| 1989          | Banco de Guayaquil                                   |
| 1989-1990     | Sin Patrocinador                                     |
| 1991          | Pepsi                                                |
| 1992-1993     | Orangine                                             |
| 1993-2001     | Pilsener                                             |
| 2002          | Unitex                                               |
| 2003-2008     | Pilsener                                             |
| 2008-2009     | Sin Patrocinador                                     |
| 2009          | Oficina Comercial Aduanera Cordero Proaño Cia. Ltda. |
| 2009          | Cartonera Pichincha                                  |
| 2010          | Industrias Metálicas Gordón                          |
| 2011          | Levapan                                              |
| 2012          | Uniconstruct S.A.                                    |
| 2013          | DirecTV                                              |
| 2014-2016     | Cooperativa de Ahorro y Crédito Andalucía Ltda.      |
| 2017          | Yelou                                                |
| 2018-2020     | Banco del Pacífico                                   |
| 2021          | Cooperativa de Ahorro y Crédito San Francisco Ltda.  |
| 2022-2023     | Bet593 Lotería Nacional                              |
| 2024          | Lotería Nacional                                     |
| 2025-presente | Sin Patrocinador                                     |

## Estadio

### Estadio Gonzalo Pozo Ripalda
El Estadio Gonzalo Pozo Ripalda, perteneciente al club, es el estadio donde juega de local el Aucas. Fue inaugurado el 19 de febrero de 1994 y posee una capacidad de 18 799 personas reglamentariamente. Se encuentra ubicado en la ciudad de Quito, en la Av. Rumichaca y Moromoro.
En el año 2018, gracias a la gestión de Danny Walker, presidente del club, junto con el departamento de mercadeo, registraron un contrato con Banco del Pacífico para que este establecimiento tenga como nombre comercial Estadio Banco del Pacífico Gonzalo Pozo Ripalda.

## Instalaciones

### Campus Luis Flores Valenzuela
El centro de entrenamientos de la institución se encuentra ubicado en la ciudad de Quito, al noreste del Estadio Gonzalo Pozo Ripalda, y cuenta con una cancha reglamentaria de fútbol, habitaciones para hospedar a sus jugadores, parqueadero, entre otros lugares de utilidad para el equipo principal y las divisiones menores.

### La Eterna Primavera
Aucas anunció el 15 de mayo de 2023 la adquisición de un nuevo complejo deportivo, La Eterna Primavera en Puembo, en las afueras de Quito. El complejo cuenta con una estructura privilegiada con canchas de fútbol, áreas de concentración y recreación, y espacios verdes que permitirá su desarrollo.

### Sede social
Las oficinas de la sede social de Sociedad Deportiva Aucas están ubicadas al norte de la misma ciudad en las calles Villalengua e Iñaquito inaugurado en 1991.

## Rivalidades

### Superclásico de Quito

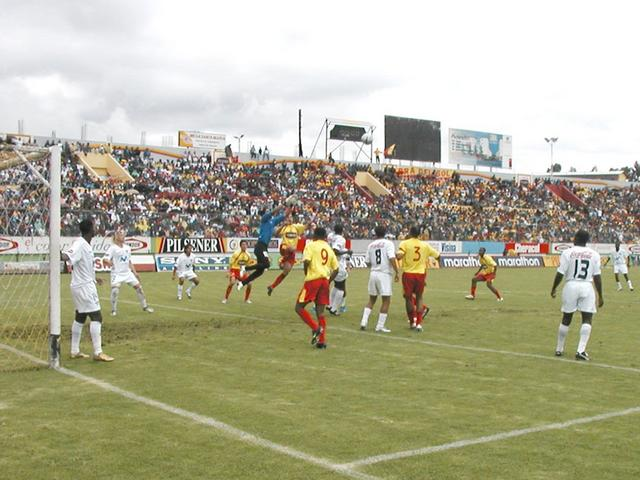
Superclásico de Quito en 2005

Es el partido de fútbol en el que se enfrentan Sociedad Deportiva Aucas y Liga Deportiva Universitaria. Este encuentro es el más importante y tradicional de la ciudad de Quito.
Aucas y Liga Deportiva Universitaria se enfrentaron por primera vez el 18 de febrero de 1945 en el desaparecido Estadio El Ejido. Este primer encuentro terminó empatado 1-1. Durante sus primeros años ya era un partido que generaba pasiones en la ciudad quiteña, pero no fue hasta el 6 de mayo de 1951 que se lo catalogó por primera ocasión como clásico y hasta el 13 de noviembre de 1952 como superclásico.

## Datos del club
- Puesto histórico: 7.º[53]
- Temporadas en Serie A: 44 (1957, 1962-1963, 1965-1966, 1968-1970, 1975-1977-I, 1979-II, 1982-II-1984, 1987-1990, 1992-2006-II, 2015-2016, 2018-presente)[54]
- Temporadas en Serie B: 14 (1974, 1977-II-1979-I, 1980-1982-I, 1991, 2007-2009, 2013-2014, 2017)[54]
- Temporadas en Segunda Categoría: 9 (1967, 1971-1973, 1985-1986, 2010-2012)
- Mejor puesto en la liga: 1.º (2022)
- Peor puesto en la liga: 11.º (2016)
- Mayor goleada a favor en torneos nacionales:
  - 10-0 contra 9 de Octubre (24 de septiembre de 1995)[55][56][57]
- Mayor goleada en contra en torneos nacionales:
  - 8-0 contra Liga de Quito (9 de abril de 1989)[58]
- Mayor goleada en contra en torneos internacionales:
  - 4-1 contra Alianza Lima de Perú (22 de agosto de 2001) (Copa Merconorte 2001)[59]
  - 4-0 contra Flamengo de Brasil (28 de junio de 2023) (Copa Libertadores 2023)[60]
- Máximo goleador histórico: Édison Maldonado (54 goles anotados en partidos oficiales)[61]
- Máximo goleador en torneos nacionales: Édison Maldonado (54 goles)[61]
- Máximo goleador en torneos internacionales: Roberto Ordóñez Ayoví (4 goles)
- Máximo equipo invicto en un solo torneo de la serie A: Serie A Ecuador 2022 (22 partidos)
- Primer partido en torneos nacionales:
  - Emelec 2-0 Aucas (10 de noviembre de 1957 en el Estadio George Capwell)[62]
- Primer partido en torneos internacionales:
  - Aucas 0-2 Necaxa (31 de julio de 2001 en el Estadio Olímpico Atahualpa) (Copa Merconorte 2001)[59]

### Participaciones internacionales
| Competición           | Edición                            |
| --------------------- | ---------------------------------- |
| Copa Libertadores (2) | 2023, 2024                         |
| Copa Sudamericana (6) | 2002, 2004, 2016, 2020, 2021, 2025 |
| Copa Merconorte (1)   | 2001                               |

Nota: En negrita competiciones vigentes en la actualidad.
| Conmebol Libertadores             | Conmebol Libertadores | Conmebol Libertadores | Conmebol Libertadores | Conmebol Libertadores | Conmebol Libertadores | Conmebol Libertadores | Conmebol Libertadores | Conmebol Libertadores            |
| Edición                           | Ronda                 | PJ                    | PG                    | PE                    | PP                    | GF                    | GC                    | Goleador                         |
| --------------------------------- | --------------------- | --------------------- | --------------------- | --------------------- | --------------------- | --------------------- | --------------------- | -------------------------------- |
| Copa de Campeones de América 1960 | Ecuador no participó  | Ecuador no participó  | Ecuador no participó  | Ecuador no participó  | Ecuador no participó  | Ecuador no participó  | Ecuador no participó  | Ecuador no participó             |
| Copa de Campeones de América 1961 | No se clasificó       | No se clasificó       | No se clasificó       | No se clasificó       | No se clasificó       | No se clasificó       | No se clasificó       | No se clasificó                  |
| Copa de Campeones de América 1962 | No se clasificó       | No se clasificó       | No se clasificó       | No se clasificó       | No se clasificó       | No se clasificó       | No se clasificó       | No se clasificó                  |
| Copa de Campeones de América 1963 | No se clasificó       | No se clasificó       | No se clasificó       | No se clasificó       | No se clasificó       | No se clasificó       | No se clasificó       | No se clasificó                  |
| Copa de Campeones de América 1964 | No se clasificó       | No se clasificó       | No se clasificó       | No se clasificó       | No se clasificó       | No se clasificó       | No se clasificó       | No se clasificó                  |
| Copa Libertadores 1965            | No se clasificó       | No se clasificó       | No se clasificó       | No se clasificó       | No se clasificó       | No se clasificó       | No se clasificó       | No se clasificó                  |
| Copa Libertadores 1966            | No se clasificó       | No se clasificó       | No se clasificó       | No se clasificó       | No se clasificó       | No se clasificó       | No se clasificó       | No se clasificó                  |
| Copa Libertadores 1967            | No se clasificó       | No se clasificó       | No se clasificó       | No se clasificó       | No se clasificó       | No se clasificó       | No se clasificó       | No se clasificó                  |
| Copa Libertadores 1968            | No se clasificó       | No se clasificó       | No se clasificó       | No se clasificó       | No se clasificó       | No se clasificó       | No se clasificó       | No se clasificó                  |
| Copa Libertadores 1969            | No se clasificó       | No se clasificó       | No se clasificó       | No se clasificó       | No se clasificó       | No se clasificó       | No se clasificó       | No se clasificó                  |
| Copa Libertadores 1970            | No se clasificó       | No se clasificó       | No se clasificó       | No se clasificó       | No se clasificó       | No se clasificó       | No se clasificó       | No se clasificó                  |
| Copa Libertadores 1971            | No se clasificó       | No se clasificó       | No se clasificó       | No se clasificó       | No se clasificó       | No se clasificó       | No se clasificó       | No se clasificó                  |
| Copa Libertadores 1972            | No se clasificó       | No se clasificó       | No se clasificó       | No se clasificó       | No se clasificó       | No se clasificó       | No se clasificó       | No se clasificó                  |
| Copa Libertadores 1973            | No se clasificó       | No se clasificó       | No se clasificó       | No se clasificó       | No se clasificó       | No se clasificó       | No se clasificó       | No se clasificó                  |
| Copa Libertadores 1974            | No se clasificó       | No se clasificó       | No se clasificó       | No se clasificó       | No se clasificó       | No se clasificó       | No se clasificó       | No se clasificó                  |
| Copa Libertadores 1975            | No se clasificó       | No se clasificó       | No se clasificó       | No se clasificó       | No se clasificó       | No se clasificó       | No se clasificó       | No se clasificó                  |
| Copa Libertadores 1976            | No se clasificó       | No se clasificó       | No se clasificó       | No se clasificó       | No se clasificó       | No se clasificó       | No se clasificó       | No se clasificó                  |
| Copa Libertadores 1977            | No se clasificó       | No se clasificó       | No se clasificó       | No se clasificó       | No se clasificó       | No se clasificó       | No se clasificó       | No se clasificó                  |
| Copa Libertadores 1978            | No se clasificó       | No se clasificó       | No se clasificó       | No se clasificó       | No se clasificó       | No se clasificó       | No se clasificó       | No se clasificó                  |
| Copa Libertadores 1979            | No se clasificó       | No se clasificó       | No se clasificó       | No se clasificó       | No se clasificó       | No se clasificó       | No se clasificó       | No se clasificó                  |
| Copa Libertadores 1980            | No se clasificó       | No se clasificó       | No se clasificó       | No se clasificó       | No se clasificó       | No se clasificó       | No se clasificó       | No se clasificó                  |
| Copa Libertadores 1981            | No se clasificó       | No se clasificó       | No se clasificó       | No se clasificó       | No se clasificó       | No se clasificó       | No se clasificó       | No se clasificó                  |
| Copa Libertadores 1982            | No se clasificó       | No se clasificó       | No se clasificó       | No se clasificó       | No se clasificó       | No se clasificó       | No se clasificó       | No se clasificó                  |
| Copa Libertadores 1983            | No se clasificó       | No se clasificó       | No se clasificó       | No se clasificó       | No se clasificó       | No se clasificó       | No se clasificó       | No se clasificó                  |
| Copa Libertadores 1984            | No se clasificó       | No se clasificó       | No se clasificó       | No se clasificó       | No se clasificó       | No se clasificó       | No se clasificó       | No se clasificó                  |
| Copa Libertadores 1985            | No se clasificó       | No se clasificó       | No se clasificó       | No se clasificó       | No se clasificó       | No se clasificó       | No se clasificó       | No se clasificó                  |
| Copa Libertadores 1986            | No se clasificó       | No se clasificó       | No se clasificó       | No se clasificó       | No se clasificó       | No se clasificó       | No se clasificó       | No se clasificó                  |
| Copa Libertadores 1987            | No se clasificó       | No se clasificó       | No se clasificó       | No se clasificó       | No se clasificó       | No se clasificó       | No se clasificó       | No se clasificó                  |
| Copa Libertadores 1988            | No se clasificó       | No se clasificó       | No se clasificó       | No se clasificó       | No se clasificó       | No se clasificó       | No se clasificó       | No se clasificó                  |
| Copa Libertadores 1989            | No se clasificó       | No se clasificó       | No se clasificó       | No se clasificó       | No se clasificó       | No se clasificó       | No se clasificó       | No se clasificó                  |
| Copa Libertadores 1990            | No se clasificó       | No se clasificó       | No se clasificó       | No se clasificó       | No se clasificó       | No se clasificó       | No se clasificó       | No se clasificó                  |
| Copa Libertadores 1991            | No se clasificó       | No se clasificó       | No se clasificó       | No se clasificó       | No se clasificó       | No se clasificó       | No se clasificó       | No se clasificó                  |
| Copa Libertadores 1992            | No se clasificó       | No se clasificó       | No se clasificó       | No se clasificó       | No se clasificó       | No se clasificó       | No se clasificó       | No se clasificó                  |
| Copa Libertadores 1993            | No se clasificó       | No se clasificó       | No se clasificó       | No se clasificó       | No se clasificó       | No se clasificó       | No se clasificó       | No se clasificó                  |
| Copa Libertadores 1994            | No se clasificó       | No se clasificó       | No se clasificó       | No se clasificó       | No se clasificó       | No se clasificó       | No se clasificó       | No se clasificó                  |
| Copa Libertadores 1995            | No se clasificó       | No se clasificó       | No se clasificó       | No se clasificó       | No se clasificó       | No se clasificó       | No se clasificó       | No se clasificó                  |
| Copa Libertadores 1996            | No se clasificó       | No se clasificó       | No se clasificó       | No se clasificó       | No se clasificó       | No se clasificó       | No se clasificó       | No se clasificó                  |
| Copa Libertadores 1997            | No se clasificó       | No se clasificó       | No se clasificó       | No se clasificó       | No se clasificó       | No se clasificó       | No se clasificó       | No se clasificó                  |
| Copa Libertadores 1998            | No se clasificó       | No se clasificó       | No se clasificó       | No se clasificó       | No se clasificó       | No se clasificó       | No se clasificó       | No se clasificó                  |
| Copa Libertadores 1999            | No se clasificó       | No se clasificó       | No se clasificó       | No se clasificó       | No se clasificó       | No se clasificó       | No se clasificó       | No se clasificó                  |
| Copa Libertadores 2000            | No se clasificó       | No se clasificó       | No se clasificó       | No se clasificó       | No se clasificó       | No se clasificó       | No se clasificó       | No se clasificó                  |
| Copa Libertadores 2001            | No se clasificó       | No se clasificó       | No se clasificó       | No se clasificó       | No se clasificó       | No se clasificó       | No se clasificó       | No se clasificó                  |
| Copa Libertadores 2002            | No se clasificó       | No se clasificó       | No se clasificó       | No se clasificó       | No se clasificó       | No se clasificó       | No se clasificó       | No se clasificó                  |
| Copa Libertadores 2003            | No se clasificó       | No se clasificó       | No se clasificó       | No se clasificó       | No se clasificó       | No se clasificó       | No se clasificó       | No se clasificó                  |
| Copa Libertadores 2004            | No se clasificó       | No se clasificó       | No se clasificó       | No se clasificó       | No se clasificó       | No se clasificó       | No se clasificó       | No se clasificó                  |
| Copa Libertadores 2005            | No se clasificó       | No se clasificó       | No se clasificó       | No se clasificó       | No se clasificó       | No se clasificó       | No se clasificó       | No se clasificó                  |
| Copa Libertadores 2006            | No se clasificó       | No se clasificó       | No se clasificó       | No se clasificó       | No se clasificó       | No se clasificó       | No se clasificó       | No se clasificó                  |
| Copa Libertadores 2007            | No se clasificó       | No se clasificó       | No se clasificó       | No se clasificó       | No se clasificó       | No se clasificó       | No se clasificó       | No se clasificó                  |
| Copa Libertadores 2008            | No se clasificó       | No se clasificó       | No se clasificó       | No se clasificó       | No se clasificó       | No se clasificó       | No se clasificó       | No se clasificó                  |
| Copa Libertadores 2009            | No se clasificó       | No se clasificó       | No se clasificó       | No se clasificó       | No se clasificó       | No se clasificó       | No se clasificó       | No se clasificó                  |
| Copa Libertadores 2010            | No se clasificó       | No se clasificó       | No se clasificó       | No se clasificó       | No se clasificó       | No se clasificó       | No se clasificó       | No se clasificó                  |
| Copa Libertadores 2011            | No se clasificó       | No se clasificó       | No se clasificó       | No se clasificó       | No se clasificó       | No se clasificó       | No se clasificó       | No se clasificó                  |
| Copa Libertadores 2012            | No se clasificó       | No se clasificó       | No se clasificó       | No se clasificó       | No se clasificó       | No se clasificó       | No se clasificó       | No se clasificó                  |
| Copa Libertadores 2013            | No se clasificó       | No se clasificó       | No se clasificó       | No se clasificó       | No se clasificó       | No se clasificó       | No se clasificó       | No se clasificó                  |
| Copa Libertadores 2014            | No se clasificó       | No se clasificó       | No se clasificó       | No se clasificó       | No se clasificó       | No se clasificó       | No se clasificó       | No se clasificó                  |
| Copa Libertadores 2015            | No se clasificó       | No se clasificó       | No se clasificó       | No se clasificó       | No se clasificó       | No se clasificó       | No se clasificó       | No se clasificó                  |
| Copa Libertadores 2016            | No se clasificó       | No se clasificó       | No se clasificó       | No se clasificó       | No se clasificó       | No se clasificó       | No se clasificó       | No se clasificó                  |
| Conmebol Libertadores 2017        | No se clasificó       | No se clasificó       | No se clasificó       | No se clasificó       | No se clasificó       | No se clasificó       | No se clasificó       | No se clasificó                  |
| Conmebol Libertadores 2018        | No se clasificó       | No se clasificó       | No se clasificó       | No se clasificó       | No se clasificó       | No se clasificó       | No se clasificó       | No se clasificó                  |
| Conmebol Libertadores 2019        | No se clasificó       | No se clasificó       | No se clasificó       | No se clasificó       | No se clasificó       | No se clasificó       | No se clasificó       | No se clasificó                  |
| Conmebol Libertadores 2020        | No se clasificó       | No se clasificó       | No se clasificó       | No se clasificó       | No se clasificó       | No se clasificó       | No se clasificó       | No se clasificó                  |
| Conmebol Libertadores 2022        | No se clasificó       | No se clasificó       | No se clasificó       | No se clasificó       | No se clasificó       | No se clasificó       | No se clasificó       | No se clasificó                  |
| Conmebol Libertadores 2023        | Fase de grupos        | 6                     | 1                     | 1                     | 4                     | 6                     | 12                    | Erick Castillo y Rómulo Otero: 2 |
| Conmebol Libertadores 2024        | Primera fase          | 2                     | 1                     | 0                     | 1                     | 1                     | 3                     | Jeison Medina: 1                 |
| Conmebol Libertadores 2025        | No se clasificó       | No se clasificó       | No se clasificó       | No se clasificó       | No se clasificó       | No se clasificó       | No se clasificó       | No se clasificó                  |
| Total                             |                       | 8                     | 2                     | 1                     | 5                     | 7                     | 15                    | Erick Castillo y Rómulo Otero: 2 |

| Conmebol Sudamericana      | Conmebol Sudamericana | Conmebol Sudamericana | Conmebol Sudamericana | Conmebol Sudamericana | Conmebol Sudamericana | Conmebol Sudamericana | Conmebol Sudamericana | Conmebol Sudamericana                       |
| Edición                    | Ronda                 | PJ                    | PG                    | PE                    | PP                    | GF                    | GC                    | Goleador                                    |
| -------------------------- | --------------------- | --------------------- | --------------------- | --------------------- | --------------------- | --------------------- | --------------------- | ------------------------------------------- |
| Copa Sudamericana 2002     | Primera fase          | 2                     | 0                     | 0                     | 2                     | 1                     | 3                     | Julio Gómez: 1                              |
| Copa Sudamericana 2003     | No se clasificó       | No se clasificó       | No se clasificó       | No se clasificó       | No se clasificó       | No se clasificó       | No se clasificó       | No se clasificó                             |
| Copa Sudamericana 2004     | Primera fase          | 2                     | 0                     | 1                     | 1                     | 1                     | 2                     | Renán Calle: 1                              |
| Copa Sudamericana 2005     | No se clasificó       | No se clasificó       | No se clasificó       | No se clasificó       | No se clasificó       | No se clasificó       | No se clasificó       | No se clasificó                             |
| Copa Sudamericana 2006     | No se clasificó       | No se clasificó       | No se clasificó       | No se clasificó       | No se clasificó       | No se clasificó       | No se clasificó       | No se clasificó                             |
| Copa Sudamericana 2007     | No se clasificó       | No se clasificó       | No se clasificó       | No se clasificó       | No se clasificó       | No se clasificó       | No se clasificó       | No se clasificó                             |
| Copa Sudamericana 2008     | No se clasificó       | No se clasificó       | No se clasificó       | No se clasificó       | No se clasificó       | No se clasificó       | No se clasificó       | No se clasificó                             |
| Copa Sudamericana 2009     | No se clasificó       | No se clasificó       | No se clasificó       | No se clasificó       | No se clasificó       | No se clasificó       | No se clasificó       | No se clasificó                             |
| Copa Sudamericana 2010     | No se clasificó       | No se clasificó       | No se clasificó       | No se clasificó       | No se clasificó       | No se clasificó       | No se clasificó       | No se clasificó                             |
| Copa Sudamericana 2011     | No se clasificó       | No se clasificó       | No se clasificó       | No se clasificó       | No se clasificó       | No se clasificó       | No se clasificó       | No se clasificó                             |
| Copa Sudamericana 2012     | No se clasificó       | No se clasificó       | No se clasificó       | No se clasificó       | No se clasificó       | No se clasificó       | No se clasificó       | No se clasificó                             |
| Copa Sudamericana 2013     | No se clasificó       | No se clasificó       | No se clasificó       | No se clasificó       | No se clasificó       | No se clasificó       | No se clasificó       | No se clasificó                             |
| Copa Sudamericana 2014     | No se clasificó       | No se clasificó       | No se clasificó       | No se clasificó       | No se clasificó       | No se clasificó       | No se clasificó       | No se clasificó                             |
| Copa Sudamericana 2015     | No se clasificó       | No se clasificó       | No se clasificó       | No se clasificó       | No se clasificó       | No se clasificó       | No se clasificó       | No se clasificó                             |
| Copa Sudamericana 2016     | Primera fase          | 2                     | 1                     | 0                     | 1                     | 2                     | 2                     | Juan Villacrés y Joao Rojas: 1              |
| Conmebol Sudamericana 2017 | No se clasificó       | No se clasificó       | No se clasificó       | No se clasificó       | No se clasificó       | No se clasificó       | No se clasificó       | No se clasificó                             |
| Conmebol Sudamericana 2018 | No se clasificó       | No se clasificó       | No se clasificó       | No se clasificó       | No se clasificó       | No se clasificó       | No se clasificó       | No se clasificó                             |
| Conmebol Sudamericana 2019 | No se clasificó       | No se clasificó       | No se clasificó       | No se clasificó       | No se clasificó       | No se clasificó       | No se clasificó       | No se clasificó                             |
| Conmebol Sudamericana 2020 | Primera fase          | 2                     | 1                     | 0                     | 1                     | 2                     | 2                     | Alexander Alvarado y Jhon Espinoza:1        |
| Conmebol Sudamericana 2021 | Fase de grupos        | 8                     | 4                     | 0                     | 4                     | 12                    | 12                    | Francisco Fydriszewski y Roberto Ordóñez: 3 |
| Conmebol Sudamericana 2022 | No se clasificó       | No se clasificó       | No se clasificó       | No se clasificó       | No se clasificó       | No se clasificó       | No se clasificó       | No se clasificó                             |
| Conmebol Sudamericana 2023 | No se clasificó       | No se clasificó       | No se clasificó       | No se clasificó       | No se clasificó       | No se clasificó       | No se clasificó       | No se clasificó                             |
| Conmebol Sudamericana 2024 | No se clasificó       | No se clasificó       | No se clasificó       | No se clasificó       | No se clasificó       | No se clasificó       | No se clasificó       | No se clasificó                             |
| Conmebol Sudamericana 2025 | Primera fase          | 1                     | 0                     | 1                     | 0                     | 0                     | 0                     |                                             |
| Total                      |                       | 17                    | 6                     | 2                     | 9                     | 17                    | 21                    | Francisco Fydriszewski y Roberto Ordoñez: 3 |

| Copa Merconorte      | Copa Merconorte | Copa Merconorte | Copa Merconorte | Copa Merconorte | Copa Merconorte | Copa Merconorte | Copa Merconorte | Copa Merconorte |
| Edición              | Ronda           | PJ              | PG              | PE              | PP              | GF              | GC              | Goleador        |
| -------------------- | --------------- | --------------- | --------------- | --------------- | --------------- | --------------- | --------------- | --------------- |
| Copa Merconorte 1998 | No se clasificó | No se clasificó | No se clasificó | No se clasificó | No se clasificó | No se clasificó | No se clasificó | No se clasificó |
| Copa Merconorte 1999 | No se clasificó | No se clasificó | No se clasificó | No se clasificó | No se clasificó | No se clasificó | No se clasificó | No se clasificó |
| Copa Merconorte 2000 | No se clasificó | No se clasificó | No se clasificó | No se clasificó | No se clasificó | No se clasificó | No se clasificó | No se clasificó |
| Copa Merconorte 2001 | Fase de grupos  | 6               | 1               | 1               | 4               | 6               | 11              | Raúl Duarte: 3  |
| Total                |                 | 6               | 1               | 1               | 4               | 6               | 11              | Raúl Duarte: 3  |

### Resumen estadístico
- Última actualización: 11 de marzo de 2025.

| Competición                        | Part | PJ   | PG  | PE  | PP  | GF   | GC   | DG   | PTOS. | Mejor resultado  |
| ---------------------------------- | ---- | ---- | --- | --- | --- | ---- | ---- | ---- | ----- | ---------------- |
| Torneos nacionales                 |      |      |     |     |     |      |      |      |       |                  |
| Campeonato Ecuatoriano de Fútbol*  | 40   | 1237 | 406 | 341 | 490 | 1553 | 1752 | –199 | 1557  | Campeón          |
| Copa Ecuador                       | 1    | 6    | 2   | 4   | 0   | 4    | 0    | +4   | 10    | Cuartos de final |
| Supercopa de Ecuador               | 1    | 1    | 0   | 0   | 1   | 0    | 3    | –3   | 0     | Subcampeón       |
| Torneos internacionales            |      |      |     |     |     |      |      |      |       |                  |
| Copa Libertadores                  | 2    | 8    | 2   | 1   | 5   | 7    | 15   | –8   | 7     | Fase de grupos   |
| Copa Sudamericana                  | 6    | 17   | 6   | 2   | 9   | 17   | 21   | –3   | 19    | Fase de grupos   |
| Copa Merconorte                    | 1    | 6    | 1   | 1   | 4   | 6    | 11   | –5   | 4     | Fase de grupos   |
| Torneos provinciales               |      |      |     |     |     |      |      |      |       |                  |
| Campeonato Profesional Interandino | 14   |      |     |     |     |      |      |      |       | Campeón          |
| Total                              | 63   | 1272 | 416 | 348 | 508 | 1587 | 1799 | –212 | 1604  | 3 títulos        |

* Aucas perdió 2 puntos en 1989.

## Jugadores

### Plantilla 2025
- Última actualización: 6 de julio de 2025.

#### Altas y bajas primer semestre 2025
- Última actualización: 29 de enero de 2025.

| Altas               |                |                         |                 |
| Jugador             | Posición       | Procedencia             | Tipo            |
| Hamilton Piedra     | Guardameta     | Deportivo Cuenca        | Libre           |
| Daniel Patiño       | Defensa        | El Nacional             | Libre           |
| Estalin Segura      | Defensa        | Guayaquil City          | Libre           |
| Ulises Ciccioli     | Defensa        | Rosario Central         | Préstamo        |
| Elian Pepinós       | Centrocampista | Imbabura                | Libre           |
| José Juan Vázquez   | Centrocampista | Celaya                  | Libre           |
| Thiago Serpa        | Centrocampista | Cumbayá                 | Libre           |
| Jossué Chicaiza     | Centrocampista | Deportivo Quito         | Libre           |
| Ariel Almagro       | Delantero      | Cumbayá                 | Libre           |
| Daniel Porozo       | Delantero      | Independiente Petrolero | Libre           |
| Fernando Illescas   | Delantero      | Atlético Morelia        | Libre           |
| Brian Montenegro    | Delantero      | Olimpia                 | Libre           |
| Bajas               |                |                         |                 |
| Jugador             | Posición       | Destino                 | Tipo            |
| Federico Lanzillota | Guardameta     | Argentinos Juniors      | Fin de préstamo |
| Juan Cruz González  | Defensa        | Chacarita Juniors       | Fin de préstamo |
| Jordan Mohor        | Defensa        | Técnico Universitario   | Fin de contrato |
| Édison Caicedo      | Centrocampista | El Nacional             | Fin de contrato |
| Diego Espinosa      | Centrocampista | Bandera de ?            | Fin de contrato |
| Jean Carlos Blanco  | Delantero      | Atlético Bucaramanga    | Fin de contrato |
| Hancel Batalla      | Delantero      | Delfín                  | Fin de contrato |
| Facundo Callejo     | Delantero      | Bandera de ?            | Fin de contrato |

### Convocados a selecciones nacionales

#### Copa Mundial de Fútbol
| N.° | Jugador           | Selección | Mundial                  |
| --- | ----------------- | --------- | ------------------------ |
| 1   | Giovanny Espinoza | Ecuador   | Corea del Sur-Japón 2002 |
| 2   | Damián Lanza      | Ecuador   | Alemania 2006            |
| 3   | Hernán Galíndez   | Ecuador   | Catar 2022               |

### Goleadores

#### Máximos goleadores históricos
| N.° | Jugador          | Temporadas             | Goles |
| --- | ---------------- | ---------------------- | ----- |
| 1   | Edson Montaño    | 2017, 2020             | 55    |
| 2   | Édison Maldonado | 1990, 1992-1994 y 2005 | 54    |

## Presidentes
| Presidente              | Período   |
| ----------------------- | --------- |
| Federico Hulswit        | 1945-1950 |
| Guillermo Alarcón       | 1951      |
| Cristóbal Cornejo       | 1952      |
| Gabriela Landeta        | 1953      |
| Francisco López Campana | 1954      |
| Agustín Arias           | 1955      |
| Héctor Álvarez          | 1955      |
| Félix Vega              | 1956      |
| Eduardo Moreano         | 1956-1957 |
| Bolívar Pico            | 1958      |
| Víctor Cortez           | 1959      |
| Astor Fabián Vizcaíno   | 1959      |
| Eduardo Pérez           | 1960      |
| Astor Fabián Vizcaíno   | 1961-1964 |
| Conto Patiño Martínez   | 1965      |
| Astor Fabián Vizcaíno   | 1966-1967 |
| Jaime Wandeberg         | 1968      |
| José Zúñiga Villalobos  | 1969      |
| Jorge Wohlgemuth        | 1970      |
| Hernán Chiriboga        | 1971      |
| Gustavo Herdoíza León   | 1971-1972 |
| Marco Tulio Cordero     | 1973-1974 |
| Mario Ferri             | 1974      |

| Presidente                | Período       |
| ------------------------- | ------------- |
| Gustavo Herdoíza León     | 1975-1976     |
| Enrique Zaldumbide        | 1977-1978     |
| Luis Rosanía Dávila       | 1979-1980     |
| Lenín Rosero              | 1981-1982     |
| Jaime Del Castillo Bedach | 1983          |
| Diego Del Castillo Dedach | 1983          |
| Guillermo Herrera         | 1984          |
| Jaime Bowen               | 1984-1989     |
| Guillermo Herrera         | 1990          |
| Humberto Rodríguez Ortiz  | 1991-1992     |
| Alberto Ayala             | 1993          |
| Ramiro Montenegro López   | 1994-2004     |
| Fernando Hinojosa         | 2005-2007     |
| Ramiro Montenegro López   | 2008-2009     |
| Luis Alonso Moreno        | 2009-2010     |
| Alberto Ayala             | 2010-2012     |
| Ramiro Gordón             | 2012-2013     |
| Mónica Gordón             | 2013          |
| Rodrigo Espinoza          | 2013-2014     |
| Ximena Moreta             | 2014-2016     |
| Darwin Romero             | 2016-2018     |
| Danny Walker              | 2018-presente |

## Palmarés

### Torneos nacionales (1)
| Competición                        | Títulos                | Subcampeonatos       |
| ---------------------------------- | ---------------------- | -------------------- |
| Serie A de Ecuador (1)             | 2022                   |                      |
| Supercopa de Ecuador (0/1)         |                        | 2023                 |
| Serie B de Ecuador (3/3)           | 1974-II, 1991-II, 2014 | 1979-I, 1982-I, 2017 |
| Segunda Categoría de Ecuador (2/1) | 1986, 2012             | 1967-S               |

### Torneos provinciales (8)
| Competición                              | Títulos                                                                  | Subcampeonatos |
| ---------------------------------------- | ------------------------------------------------------------------------ | -------------- |
| Profesional                              |                                                                          |                |
| Campeonato Profesional Interandino (2/2) | 1959, 1962                                                               | 1954, 1957     |
| Segunda Categoría de Pichincha (7/1)     | 1971 (invicto), 1972, 1985 (invicto), 1986, 2010, 2011, 2012             | 1973           |
| Campeonato de Promoción de AFNA (0/1)    |                                                                          | 1967           |
| Amateur                                  |                                                                          |                |
| Campeonato Amateur de Pichincha (6)      | 1945 (invicto), 1946 (invicto), 1947 (invicto, récord), 1948, 1949, 1951 | 1950           |

### Torneos amistosos
| Competición                     | Títulos | Subcampeonatos |
| ------------------------------- | ------- | -------------- |
| Copa Policía Nacional (1)       | 1969    |                |
| Copa Carlos Andrade Marín (1)   | 1982    |                |
| Cuadrangular de Preparación (1) | 1988    |                |
| Cuadrangular de Cuenca (1)      | 1989    |                |
| Trofeo Duelo de Ídolos (1)      | 2016    |                |

### Torneos juveniles
| Competición                          | Títulos                |
| ------------------------------------ | ---------------------- |
| Campeonato Ecuatoriano Sub-19 (1)    | 2023                   |
| Campeonato Ecuatoriano Sub-14 (1)    | 2017                   |
| Copa La Carolina (3)                 | 2008, 2009, 2010       |
| Copa Cámara de Comercio de Quito (3) | 2009, 2010-A, 2010-C   |
| Copa Costa Azul (2)                  | 2009, 2010             |
| Copa Cumbayá Sub-10 (4)              | 2008, 2009, 2010, 2011 |